# Norther
Norther foi uma banda de death metal melódico de Espoo, Finlândia que incorporava elementos do Heavy Metal, Black Metal e Power Metal. Alguns comparam o som do primeiro álbum do Norther (Dreams Of Endless War) com o som da banda Children Of Bodom.

## História
A banda teve início no começo de 1996 com o nome Requiem, com o guitarrista Petri Lindroos e o baterista Toni Hallio acompanhados de mais dois outros membros. No início a banda encontrava dificuldades para arranjar um lugar para ensaiar, mas em 1997, o guitarrista Alexander Kuoppala (ex - Children Of Bodom) encontrou um local para eles ensaiarem, durante esse tempo, a banda mudou o nome para Decayed. O lugar onde eles ensaiavam seria demolido e os outros dois músicos que tocavam com Lindroos e Hallio se desmotivaram e deixaram a banda.
Depois de alguns meses, eles encontraram outro lugar para ensaiar, e procuravam outros integrantes para a banda. Fizeram várias audições para encontrar os membros, até quem no começo do ano de 2000, eles conheceram o guitarrista Kristian Ranta. A banda volta a ativa outra vez, com a ajuda de dois amigos de Lindroos, Sebastian Knight e Joakim Ekroos, a banda produziu seu primeiro demo Warlord em novembro de 2000 usando pela primeira vez o nome Norther. Com o demo conseguiram contrato com a Spinefarm Records.
Por causa de problemas internos, Knight e Ekroos deixaram a banda, dando lugar ao guitarrista Kristian Ranta, ao baixista Jukka Koskinen e ao tecladista Tuomas Planman.
No dia 28 de Janeiro de 2002, a banda lança o meu primeiro álbum, Dreams of Endless War. Até então, a banda fazia shows somente pela região de Helsinki. Mas isso mudou quando em 12 de agosto de 2003, o álbum Mirror of Madness foi lançado e sucedido por turnês com as bandas Dimmu Borgir e Hypocrisy no final do mesmo ano.
A banda lançou seu terceiro álbum intitulado Death Unlimited no dia 15 de março de 2004, no qual o guitarrista Kristian Ranta emprestou sua voz pela primeira vez na faixa "Fallen Star". Ainda em 2004, Petri se junta à banda de Folk/Viking Metal, Ensiferum, sendo assim um membro ativo em duas bandas ao mesmo tempo.
O Norther realizou diversas turnês em 2005, e então lançaram a EP Solution 7. Em outubro do mesmo ano, pouco depois de gravarem o álbum Till Death Unites Us, o baterista Toni Hallio deixou a banda pois tinha outros interesses, deixando Lindroos como único membro original. Hallio foi substituído por Heikki Saari.
Till Death Unites Us, o quinto álbum da banda, foi lançado no dia 25 de janeiro de 2006. Este álbum foi composto na mesma época em que o guitarrista Ranta perdeu o seu irmão. Foi escrita uma faixa em homenagem a ele, "Wasted Years".
Neste mesmo ano de 2006, a banda compôs a música "Frozen Angel", que serviria como tema do filme finlandês V2: Dead Angel, do qual a banda também participou deste filme. Em fevereiro de 2007, a banda lançou o EP No Way Back somente na Finlândia e no Japão. Passando-se um ano, no dia 25 de fevereiro de 2008, a banda lança seu penúltimo álbum N.
Lindroos deixou o Norther em 2009 e decidiu se focar mais na banda Ensiferum, como vocalista e guitarrista. Com isso, banda não mais teria integrantes originais. Em Abril de 2011, Norther lançou o álbum Circle Regenerated, contando já com o novo vocalista, Aleksi Sihvonen, e o guitarrista Daniel Freyberg. 
Logo em julho de 2012, a banda anunciou em seu website que estaria chegando ao seu fim, devido à falta de tempo que seus membros estavam tendo para a mesma. A banda teve o seu fim fazendo a sua ultima aparição de despedida no evento "Brutal Assault Festival", na República Checa, em 10 de agosto de 2012.